# Ambonus electus
Ambonus electus là một loài bọ cánh cứng trong họ Cerambycidae.